# スラマニ
スラマニ（Sulamani）は、アイルランド生産の競走馬、種牡馬。5か国で6つのG1競走に勝利した。2004年のワールドシリーズ・レーシング・チャンピオンシップ総合優勝馬。半兄にドリームウェルがいる。

## 戦績

### 3歳時代
デビュー戦はやや遅く、2002年4月7日にロンシャン競馬場で行われたシャンペレ賞となった。結果は13頭立ての7着という結果だったが、次走4月30日にメゾンラフィット競馬場で行われたサンクタス賞を3/4馬身差で勝って初勝利を挙げる。続く5月15日にシャンティイ競馬場で行われたラーヴル賞を1馬身半差で勝利を収め、ジョッケクルブ賞に駒を進めた。
6月2日に行われたジョッケクルブ賞では、重賞実績も全く無かったことから7番人気という低評価だった。同レースの圧倒的1番人気は5戦5勝で前走のリュパン賞を快勝したアクトワン (Act One) 。ラムタラ (Lammtarra) 産駒で5連勝中のシメオン (Simeon) が離れた2番人気だった。しかしレースはスラマニがアクトワンを1馬身半抑えて優勝、離れた3着にはシメオンが入った。レース後休養に入ったスラマニは、秋の最大目標を凱旋門賞に定めた。
3歳秋の始動は凱旋門賞と同じ舞台で行われる3歳限定のG2競走ニエル賞となった。3頭立てで行われたこのレースはスタート直後から超スローペース、最後の直線ではスラマニが鋭い末脚を見せ1着となったが、2400mの勝ちタイムは3分12秒8という常識外れに遅い時計だった。
続く次走はロンシャン競馬場で行われる凱旋門賞に出走した。1番人気は同年の英･愛ダービー優勝馬のハイシャパラル (High Chaparral) 、スラマニは2番人気だった。日本からはマンハッタンカフェも参戦していた。結果はドイツのG1競走を2連勝してここへ臨んだ伏兵マリエンバード (Marienbard) の2着に敗れた。ハイシャパラルは3着。この直後スラマニはゴドルフィンにトレードされることになり、3歳シーズンを終える。

### 古馬時代
年が明けて2003年は、初戦にドバイシーマクラシックに出走しレコードタイムで優勝。しかし続くサンクルー大賞では前走で下したアンジュガブリエルの4着と敗退。さらにキングジョージ6世&クイーンエリザベスダイヤモンドステークスでは勝馬のアラムシャーに3馬身以上離された2着と敗退。陣営はここで、芝路線の層の薄いアメリカ遠征を決行する。
アメリカ初戦のアーリントンミリオンでは、チャンピオンステークスの優勝馬ストーミングホーム (Storming Home) に続く2位入線となったが、そのストーミングホームが進路妨害により降着となったため、繰り上がり優勝となった。次走のターフクラシック招待では快勝。そしてアメリカ最大の芝レース、ブリーダーズカップ・ターフへと駒を進めるが、ハイシャパラルとジョハーの同着優勝を尻目に5着と大敗した。
2004年も現役続行を続行し再びヨーロッパへ戻る。初戦はプリンスオブウェールズステークスへ出走するが4着に敗れ、さらにG2のプリンセスオブウェールズステークスでも2着と惜敗。さらにキングジョージ6世&クイーンエリザベスダイヤモンドステークスではドワイエンの3着と勝ちきれないレースが続く。しかしインターナショナルステークスでは勝利を収めると、カナダへと遠征してカナディアンインターナショナルステークスに出走、勝利を収め、これを最後に競走馬を引退。種牡馬となった。

## 種牡馬時代
2005年よりダルハムホールスタッドで繋養されている。初年度産駒からG1勝ち馬を出した。2017年2月、病気のため死亡。

### 主な産駒
- Mastery（セントレジャーステークス、香港ヴァーズ、デルビーイタリアーノ）

- Honeysuckle（ハットンズグレイスハードル、チャンピオンハードル、アイリッシュチャンピオンハードル、パンチェスタウンチャンピオンハードル）

## 血統表
| スラマニの血統ニジンスキー系 / Northern Dancer 4・5×4=15.63%、Tom Rolfe 4×4=12.5%、Backpasser 5×5=6.25% | スラマニの血統ニジンスキー系 / Northern Dancer 4・5×4=15.63%、Tom Rolfe 4×4=12.5%、Backpasser 5×5=6.25% | スラマニの血統ニジンスキー系 / Northern Dancer 4・5×4=15.63%、Tom Rolfe 4×4=12.5%、Backpasser 5×5=6.25% | （血統表の出典）   | （血統表の出典） |
| 父 Hernando 1990 鹿毛                                                                                   | 父の父Niniski 1976 鹿毛                                                                                 | Nijinsky                                                                                                | Northern Dancer    | Northern Dancer  |
| 父 Hernando 1990 鹿毛                                                                                   | 父の父Niniski 1976 鹿毛                                                                                 | Nijinsky                                                                                                | Flaming Page       |                  |
| 父 Hernando 1990 鹿毛                                                                                   | 父の父Niniski 1976 鹿毛                                                                                 | Virginia Hills                                                                                          | Tom Rolfe          | Tom Rolfe        |
| 父 Hernando 1990 鹿毛                                                                                   | 父の父Niniski 1976 鹿毛                                                                                 | Virginia Hills                                                                                          | Ridin' Easy        |                  |
| 父 Hernando 1990 鹿毛                                                                                   | 父の母Whakilyric 1964 鹿毛                                                                              | Miswaki                                                                                                 | Mr. Prospector     | Mr. Prospector   |
| 父 Hernando 1990 鹿毛                                                                                   | 父の母Whakilyric 1964 鹿毛                                                                              | Miswaki                                                                                                 | Hopespringseternal |                  |
| 父 Hernando 1990 鹿毛                                                                                   | 父の母Whakilyric 1964 鹿毛                                                                              | *リリスム Lyrism                                                                                        | Lyphard            | Lyphard          |
| 父 Hernando 1990 鹿毛                                                                                   | 父の母Whakilyric 1964 鹿毛                                                                              | *リリスム Lyrism                                                                                        | Pass a Glance      |                  |
| 母 Soul Dream 1990 鹿毛                                                                                 | 母の父Alleged 1974 鹿毛                                                                                 | Hoist the Flag                                                                                          | Tom Rolfe          | Tom Rolfe        |
| 母 Soul Dream 1990 鹿毛                                                                                 | 母の父Alleged 1974 鹿毛                                                                                 | Hoist the Flag                                                                                          | Wavy Navy          |                  |
| 母 Soul Dream 1990 鹿毛                                                                                 | 母の父Alleged 1974 鹿毛                                                                                 | Princess Pout                                                                                           | Prince John        | Prince John      |
| 母 Soul Dream 1990 鹿毛                                                                                 | 母の父Alleged 1974 鹿毛                                                                                 | Princess Pout                                                                                           | Determined Lady    |                  |
| 母 Soul Dream 1990 鹿毛                                                                                 | 母の母Normia 1981 芦毛                                                                                  | Northfields                                                                                             | Northern Dancer    | Northern Dancer  |
| 母 Soul Dream 1990 鹿毛                                                                                 | 母の母Normia 1981 芦毛                                                                                  | Northfields                                                                                             | Little Hut         |                  |
| 母 Soul Dream 1990 鹿毛                                                                                 | 母の母Normia 1981 芦毛                                                                                  | Mia Pola                                                                                                | Relko              | Relko            |
| 母 Soul Dream 1990 鹿毛                                                                                 | 母の母Normia 1981 芦毛                                                                                  | Mia Pola                                                                                                | Polamia F-No.16-c  |                  |

半兄に1998年のジョッケクルブ賞（フランスダービー）とアイリッシュダービーの優勝馬で、同年のカルティエ賞年度代表馬に選ばれたドリームウェル（父サドラーズウェルズ）がいる。